# میتسوبیشی تاون باکس
میتسوبیشی تاون باکس (Mitsubishi Town Box) یک خودروی ژاپنی است که از سال ۱۹۹۹ تا کنون در ژاپن ساخته شده‌است. است. سیستم جعبه‌دندهٔ این خودرو آسیایی ۵ دنده و به دو صورت خودکار و دستی است.

## نگارخانه

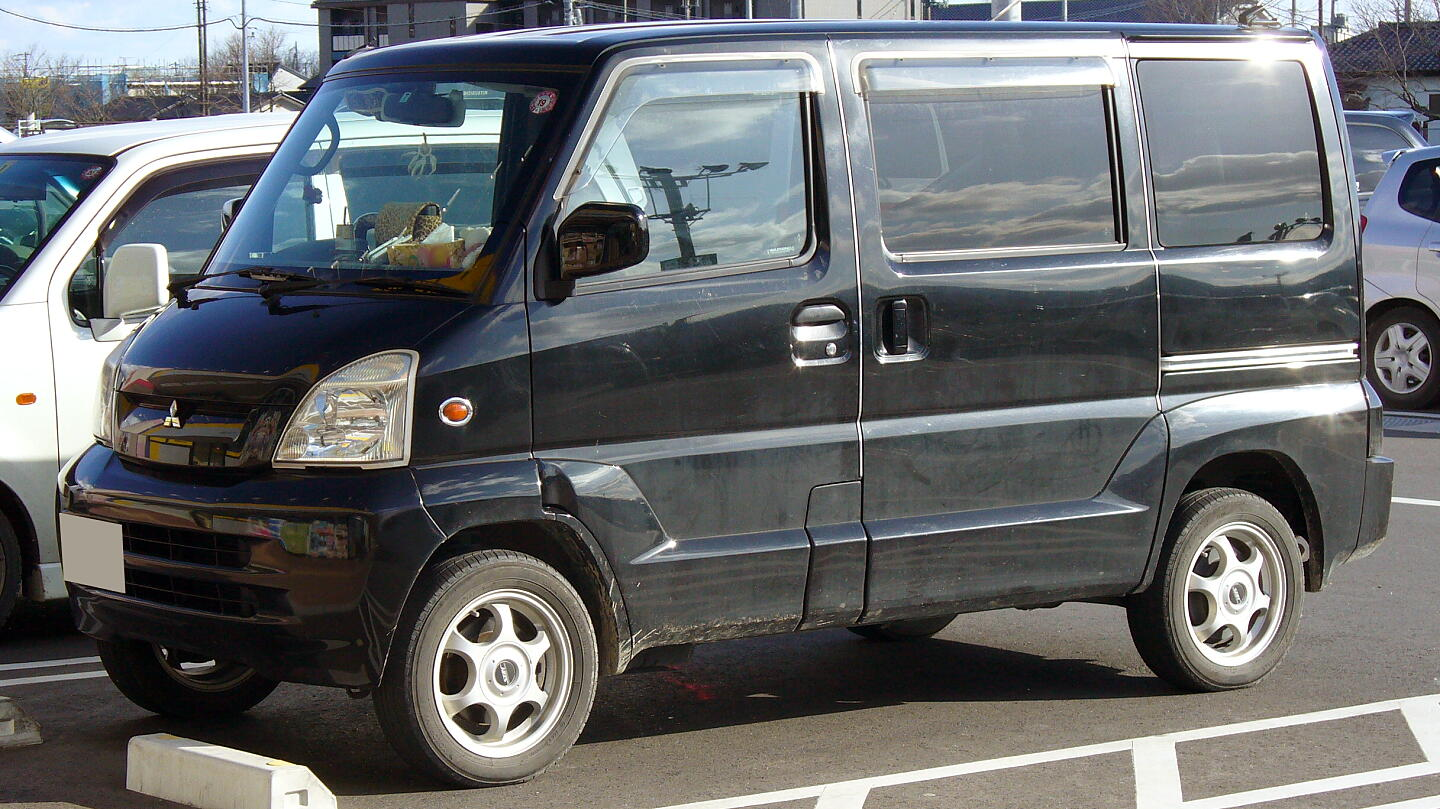
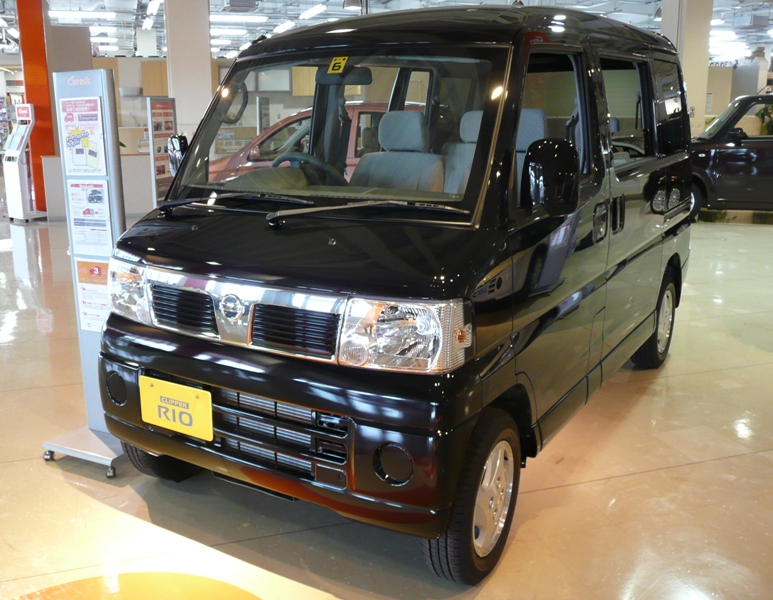
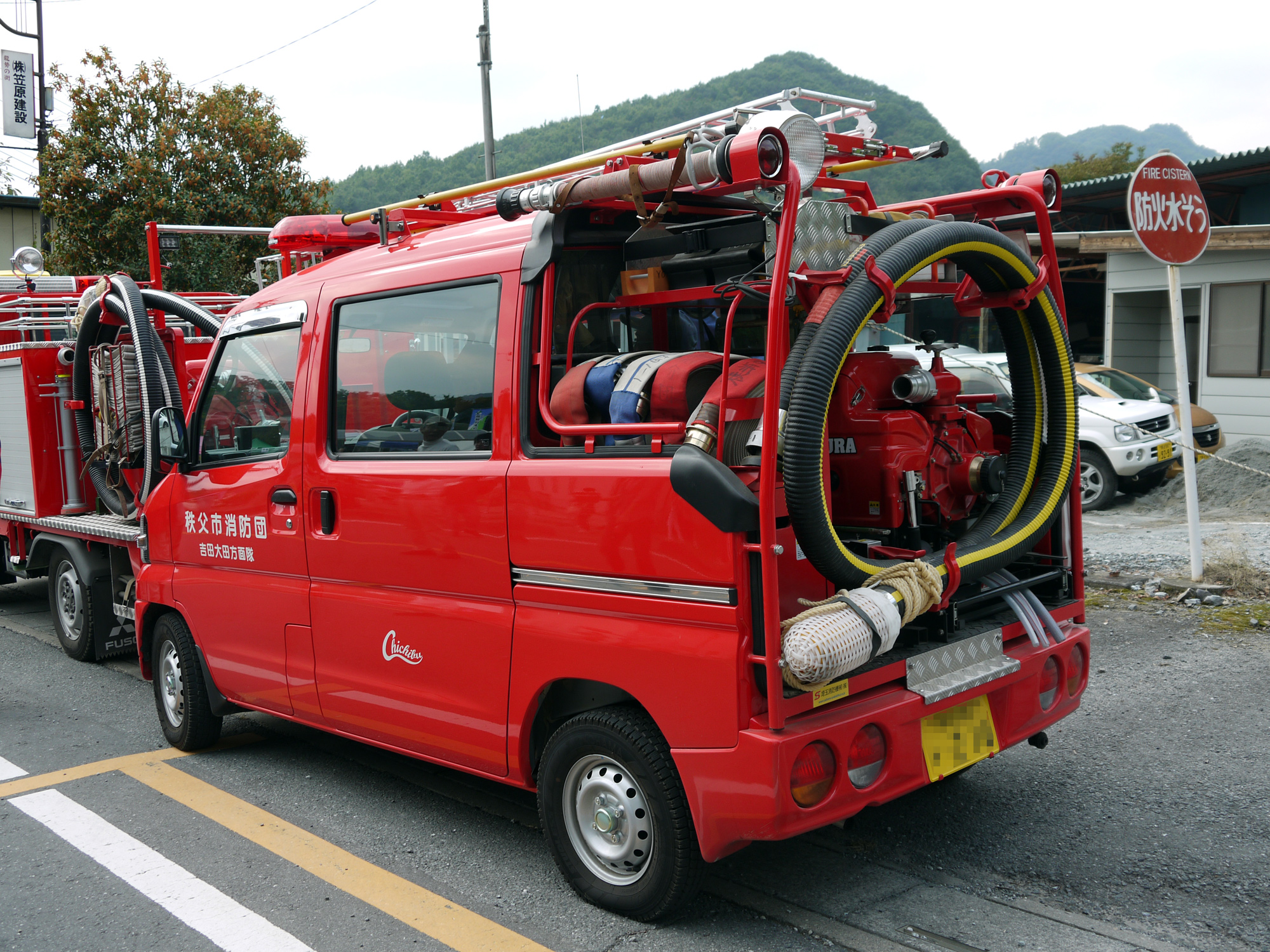